# فيرديناند فيلدهوفر
فيرديناند فيلدهوفر (بالألمانية: Ferdinand Feldhofer) (23 أكتوبر 1979 في النمسا - ) هو لاعب كرة قدم نمساوي في مركز قلب الدفاع. شارك مع منتخب النمسا لكرة القدم. أما مع النوادي، فقد لعب مع رابيد فيينا وشتورم غراتس ونادي واكر إنسبروك (2002).

## وصلات خارجية
- فيرديناند فيلدهوفر على موقع الاتحاد الأوربي (الإنجليزية)
- فيرديناند فيلدهوفر على موقع قاعدة بيانات كرة القدم.إي يو (الإنجليزية)
- فيرديناند فيلدهوفر على موقع بيانات كرة القدم. دي إي (الألمانية)
- فيرديناند فيلدهوفر على موقع ناشيونال فوتبول تيمز (الإنجليزية)
- فيرديناند فيلدهوفر على موقع Soccerbase.com (لاعب) (الإنجليزية)
- فيرديناند فيلدهوفر على موقع Soccerway.com (الإنجليزية)
- فيرديناند فيلدهوفر على موقع عالم كرة القدم.نت (الإنجليزية)